# Ano Fanari
Ano Fanari (griechisch Ανω Φανάρι (n. sg.)) ist eine Ortsgemeinschaft (Topiki Kinotita Τοπική Κοινότητα) und ein Dorf im Norden des Gemeindebezirks Trizina der Gemeinde Trizinia-Methana auf der Halbinsel Peloponnes. Das auf fast 500 m Höhe liegende Bergdorf, das verwaltungsmäßig zur Gemeinde Trizinia-Methana und damit zum Regionalbezirk Inseln der Region Attika gehört, wird von einer kleinen Akropolis überragt. Neben dem Dorf Ano Fanari mit (2011) 128 Einwohnern gehört auch Agia Eleni (159 Einwohner) zur Ortsgemeinschaft Ano Fanari.